# Marek Penksa
Marek Penksa (Veľký Krtíš, 4 augustus 1973) is een voormalig profvoetballer uit Slowakije. Hij speelde als aanvaller en beëindigde zijn loopbaan in 2012 bij ASK Marienthal.

## Interlandcarrière
Penksa kwam in totaal zeven keer (nul doelpunten) uit voor het Slowaaks voetbalelftal in de periode 1994-1995. Onder leiding van bondscoach Jozef Vengloš maakte hij zijn debuut voor zijn vaderland op 16 augustus 1994 in het vriendschappelijke duel in Bratislava tegen Malta (1-1). Hij moest in dat duel na 60 minuten plaatsmaken voor Vladislav Zvara.

## Erelijst
Ferencvárosi
- Hongaars landskampioen

2004
- Beker van Hongarije

2003, 2004
- Hongaarse Supercup

2004